# 德蘭西街／埃塞克斯街車站
德蘭西街／埃塞克斯街車站（英語：Delancey Street/Essex Street station）是美國紐約地鐵BMT拿骚街線及IND第六大道線的地鐵站，位於曼哈頓下東城埃塞克斯街及德蘭西街交界，威廉斯堡大橋以西，設有以下列車服務：
- F線、J線列車（任何時候停站）
- M線列車（任何時候停站（深夜除外））
- Z線列車（僅繁忙時段停站）

此站有兩層月台，分別是上層的BMT月台以及下層IND月台，另外還有中間夾層以便兩線之間的轉乘。BMT與IND原為兩個系統，轉乘通道直至1948年7月1日才納入閘內付費區。

## 車站結構
| G  | 街道層                | 出入口                                                                                                 |
| B1 | 北夾層                | 閘機、出入口                                                                                           |
| B1 | 側式月台，右側開門    | |
| B1 | 西行                  | （早上繁忙時段）往寬街（布利） · 平日往森林小丘-71大道（百老匯-拉法葉街） · 平日黃昏往錢伯斯街（布利） |
| B1 | 中央軌道              | （黃昏繁忙時段）平日及深夜往牙買加中心-帕森斯／射手（馬爾西大道） · 週末往百老匯交匯（馬爾西大道）     |
| B1 | 島式月台，左/右側開門 | |
| B1 | 東行                  | 週末往牙買加中心-帕森斯／射手（馬爾西大道） · 平日往百老匯交匯（馬爾西大道）                           |
| B1 | 有軌電車軌道          | 緊急出口、計劃中低線公園                                                                               |
| B2 | 南夾層                | 閘機、出入口                                                                                           |
| B3 | 側式月台，右側開門    | 側式月台，右側開門                                                                                     |
| B3 | 北行                  | 往牙買加-179街（第二大道）                                                                             |
| B3 | 南行                  | 往康尼島-斯提威爾大道（東百老匯）                                                                      |
| B3 | 側式月台，右側開門    | |

## BMT拿骚街線月台
位於BMT拿骚街線的埃塞克斯街車站設有一個側式月台、一個島式月台與三條軌道。側式月台有來自跨過威廉斯堡大橋的列車使用。另外兩條軌道服務島式月台。中央軌道，曾為尖峰時段快車軌道，現時用作平日和深夜時跨過威廉斯堡大橋外行J線與Z線列車，以及週末短途M線列車。
此站是東行列車的一個瓶頸，兩條東行軌道在跨過威廉斯堡大橋前匯成一條。

## IND第六大道線月台
IND第六大道線的德蘭西街車站設有兩個側式月台和兩條軌道。

## 外部連結
Subway station:
- nycsubway.org—BMT Nassau Street Line: Essex Street
- nycsubway.org—IND 6th Avenue: Delancey Street
- Station Reporter – Delancey Street/Essex Street Complex
- MTA's Arts For Transit – Delancey Street–Essex Street
- Delancey Street and Essex Street entrance from Google Maps Street View （页面存档备份，存于）
- Delancey Street and Norfolk Street entrance from Google Maps Street View （页面存档备份，存于）
- IND platforms from Google Maps Street View
- Westbound BMT Platform from Google Maps Street View
- Eastbound BMT Platform from Google Maps Street View

Trolley terminal:
- Abandoned Stations – "Williamsburg Bridge Railway terminal" （页面存档备份，存于）. Joseph Brennan, Columbia University, 2001.